# Solus Christus
Solus Christus (Ablatief: Solo Christo) is een Latijnse uitdrukking die betekent Alleen Christus.
Het is een van de Vijf sola's die een samenvattend uitgangspunt vormen van het protestantisme, al tijdens de Reformatie, maar ook heden ten dage. Solus Christus is een Latijnse uitdrukking die verwijst naar de verlossing door Christus alleen.
Solus Christus houdt in dat alleen Christus als Middelaar tussen de mens en God mag worden aanvaard en vereerd; enkel Christus is gestorven voor de zonde van de mensen, eenieder die zijn positie op gelijke voet stelt met die van andere middelaars is bezig met afgoderij of het volgen van een valse profeet. Dit principe staat op gespannen voet met gebruiken binnen het katholicisme zoals de Maria- en heiligenverering.